# Розвел (Џорџија)
Розвел (Џорџија) (енгл. Roswell) град је у америчкој савезној држави Џорџија. По попису становништва из 2010. у њему је живело 88.346 становника.

## Демографија
Према попису становништва из 2010. у граду је живело 88.346 становника, што је 9.012 (11,4%) становника више него 2000. године.
| Група             | 2000.          | 2010.          |
| Белци             | 59.870 (75,5%) | 58.008 (65,7%) |
| Афроамериканци    | 6.773 (8,5%)   | 10.373 (11,7%) |
| Азијати           | 2.964 (3,7%)   | 3.565 (4,0%)   |
| Хиспаноамериканци | 8.421 (10,6%)  | 14.699 (16,6%) |
| Укупно            | 79.334         | 88.346         |